# Blåmaskad malkoha
Blåmaskad malkoha (Phaenicophaeus viridirostris) är en fågel i familjen gökar inom ordningen gökfåglar.

## Utseende och läte
Blåmaskad malkoha är en 39 cm lång, grönaktig gök. Näbben är grön och runt ögat syns ett blått bart område. Stjärten har tydliga vita spetsar. Lätet är ett lågt kväkande "kraa".

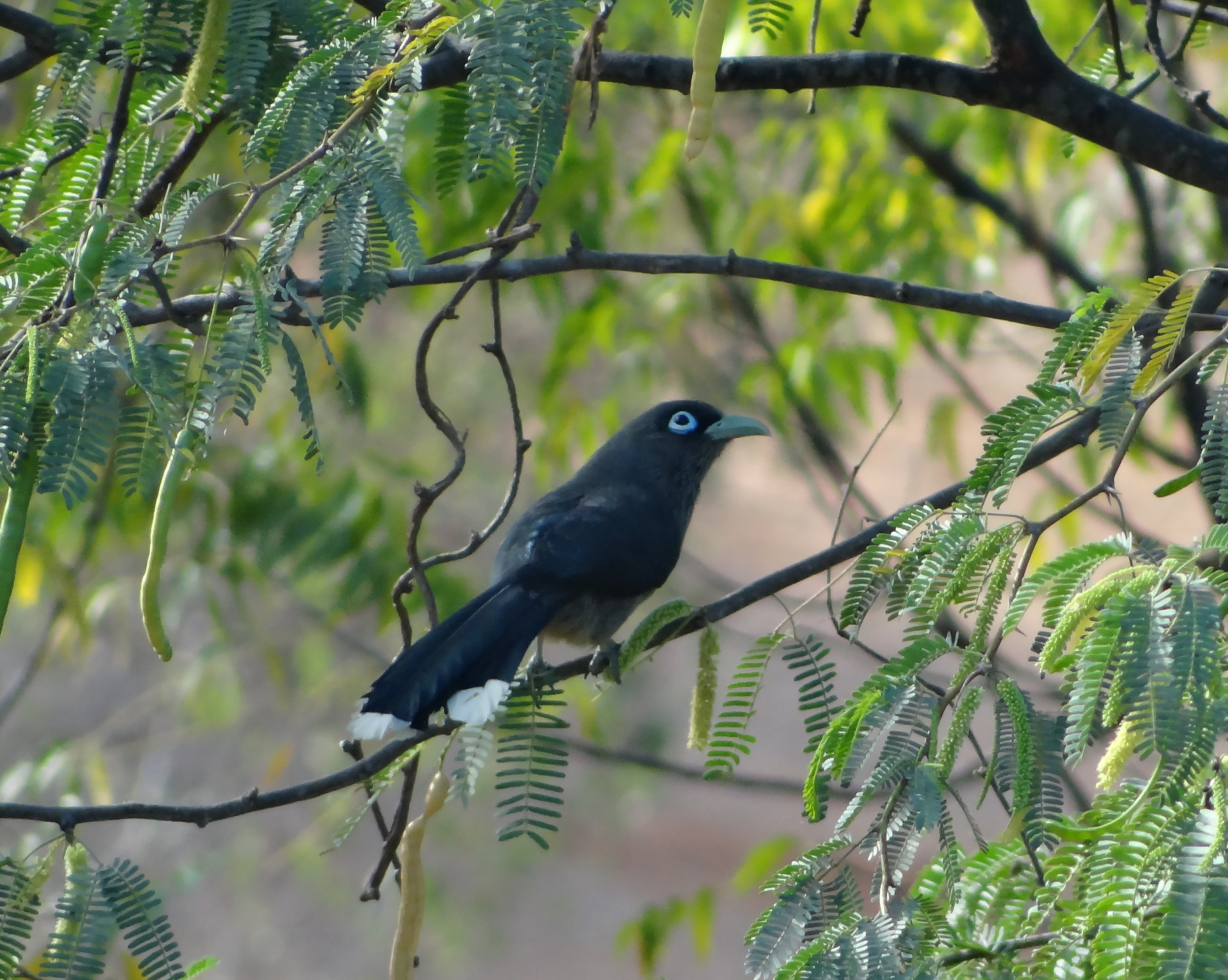

## Utbredning och systematik
Fågeln lever i södra Indien samt på Sri Lanka. Den behandlas som monotypisk, det vill säga att den inte delas in i några underarter.

## Status och hot
Arten har ett stort utbredningsområde, men tros minska i antal, dock inte tillräckligt kraftigt för att den ska betraktas som hotad. Internationella naturvårdsunionen IUCN listar arten som livskraftig (LC).